# 萊貝迪夫卡 (盧甘斯克州)
49°40′0″N 38°5′9″E / 49.66667°N 38.08583°E
萊貝迪夫卡（烏克蘭語：Лебедівка）是位於烏克蘭東部的村莊，由盧甘斯克州斯瓦托韋區的下杜万卡市镇負責管轄。該村始建於1953年，面積0.84平方公里，海拔高度106米，2001年人口35，人口密度每平方公里41.7人。